# マーガレット・プライス
マーガレット・プライス（Margaret Price, 1941年4月13日 - 2011年1月28日）は、イギリス・ウェールズ出身のソプラノ歌手。

## 経歴
1941年、ウェールズのカーディフにほど近いブラックウッドで生まれた。幼い頃の夢は、自然科学者であった父にならい科学者になることだったという。少女時代に合唱団に入ったことから、やがて本格的に歌の道を志すようになった。しかし進学では、父の反対から音楽大学を受験することはなく、ロンドンのトリニティ音楽カレッジに進み音楽教育学を専攻するが、大学でも歌の勉強も欠かさなかった。当初、彼女はメゾソプラノとして指導されていたという。
大学在学中からめきめき頭角を現し、1962年に若くしてウェルシュ・ナショナル・オペラに『フィガロの結婚』のケルビーノでデビューした。翌年にはテレサ・ベルガンサの代役としてケルビーノ役でコヴェント・ガーデン・ロイヤル・オペラ・ハウスに出演し、絶賛を博する。その後モーツァルトのオペラなどでイギリスを中心に名声を高めていく。1967年にはブリテンの『夏の夜の夢』を歌った。
1971年、ケルン歌劇場でジャン＝ピエール・ポネル演出の『ドン・ジョヴァンニ』に出演したことから、ヨーロッパの主要歌劇場で活躍する足がかりを得た。1973年にはカール・ベーム指揮の『イドメネオ』でザルツブルク音楽祭にもデビューする。
プライスの中心的レパートリーはモーツァルトのオペラのリリック・ソプラノの諸役であるが、リート歌手やコンサート歌手としても評価が高かった。声の成熟した後はヴェルディの『仮面舞踏会』のアメリア、リヒャルト・シュトラウスの『ナクソス島のアリアドネ』のアリアドネなど、やや重めの役にもレパートリーを広げていった。1980年代には『アイーダ』のタイトルロールをも歌った。さらにレコーディングでは『トリスタンとイゾルデ』のイゾルデにも挑戦した。これは舞台では歌わなかった役だったが、カルロス・クライバーの指揮する非常に精緻なオーケストラとあいまって、彼女の清澄な歌声は従来の重々しいワーグナー・ソプラノとは全く違う可憐なイゾルデ像を創造した。
なお、同姓のアメリカ人ソプラノ歌手レオンティン・プライスとの血縁関係はない。
2011年1月28日、ウェールズの自宅で心不全のため死去した。69歳。